# Iwan Sawczenko (hokeista)
Iwan Sawczenko, ukr. Іван Савченко (ur. 19 marca 1993 w Charkowie) – ukraiński hokeista, reprezentant Ukrainy.

## Kariera
- Drużba-78 Charków (2004/2005)
- Misto Charków (2008/2009)
- Worony Sumy (2009-2011)
- Charkiwśki Akuły (2011-2012)
- Dynamo Charków (2012-2013)
- Biłyj Bars Biała Cerkiew (2013-2014)
- Wytiaź Charków (2014-2015)
- Generals Kijów (2015-2016)
- Krywbas Krzywy Róg (2016-2017)
- Donbas Donieck (2017-2018)
- HK Krzemieńczuk (2018-2022)

Wychowanek klubu Drużba-78 Charków w rodzinnym mieście. Od 2008 regularnie występował w zespołach ligi ukraińskiej, w tym od 2018 przez cztery kolejne sezony w barwach klubu z Krzemieńczuka. W sierpniu 2022 ogłoszono jego transfer do KH Energa Toruń w Polskiej Hokej Lidze, wkrótce potem poinformowano, że ostatecznie nie zagra w tym polskim klubie.
W barwach juniorskich reprezentacji Ukrainy uczestniczył w turniejach mistrzostw świata juniorów do lat 18 edycji 2009 (Dywizja IB), 2010 (Dywizja II), mistrzostw świata juniorów do lat 20 edycji 2012 (Dywizja IIA), 2013 (Dywizja IB). Brał udział w turnieju Zimowej Uniwersjady 2013. W późniejszych latach został reprezentantem kadry seniorskiej.

## Sukcesy
Reprezentacyjne
- Awans do Dywizji IB mistrzostw świata do lat 20: 2012

Klubowe
- Srebrny medal mistrzostw Ukrainy: 2014 z Biłyjem Barsem Biała Cerkiew, 2022 z HK Krzemieńczuk
- Brązowy medal mistrzostw Ukrainy: 2017 z Krywbasem Krzywy Róg, 2019, 2021 z HK Krzemieńczuk
- Złoty medal mistrzostw Ukrainy: 2018 z Donbasem Donieck, 2020 z HK Krzemieńczuk